# (17493) Wildcat
(17493) Wildcat est un astéroïde de la ceinture principale  aréocroiseur.

## Description
(17493) Wildcat est un astéroïde aréocroiseur. Il présente une orbite caractérisée par un demi-grand axe de 2,74 UA, une excentricité de 0,44 et une inclinaison de 44,4° par rapport à l'écliptique.

## Compléments